# Kirsztajnów
Kirsztajnów – wieś w Polsce położona w województwie mazowieckim, w powiecie warszawskim zachodnim, w gminie Kampinos.
Od 1 stycznia 1973 do 4 października 1973 w gminie Tułowice. 5 października 1973 sołectwo Kirsztajnów włączono do gminy Kampinos.
W latach 1975–1998 miejscowość administracyjnie należała do województwa warszawskiego.